# A-Frame
A-Frame est un framework open-source libre sous licence MIT pour la construction d'expériences de réalité virtuelle (VR). Il est maintenu par Mozilla et par la communauté WebVR (en). C'est un framework basé sur un système d'entités pour Three.js où les développeurs peuvent créer de la 3D et des scènes en réalité virtuelle WebVR grâce à des balises HTML. En utilisant ce langage déclaratif, il peut simplifier le travail de développement par rapport à la programmation en WebGL,.
C'est avec React VR, (utilisant les mêmes principes que React) un des principaux outils développé par Mozilla pour faciliter le développement de la réalité virtuelle dans le navigateur.
Différentes entités sont prédéfinies et préfixées par un a-, telles que a-camera, a-cylinder, a-plane, a-sphere, a-light, a-sky, a-image, a-video, et quelques autres a-model.